# Transporte aéreo

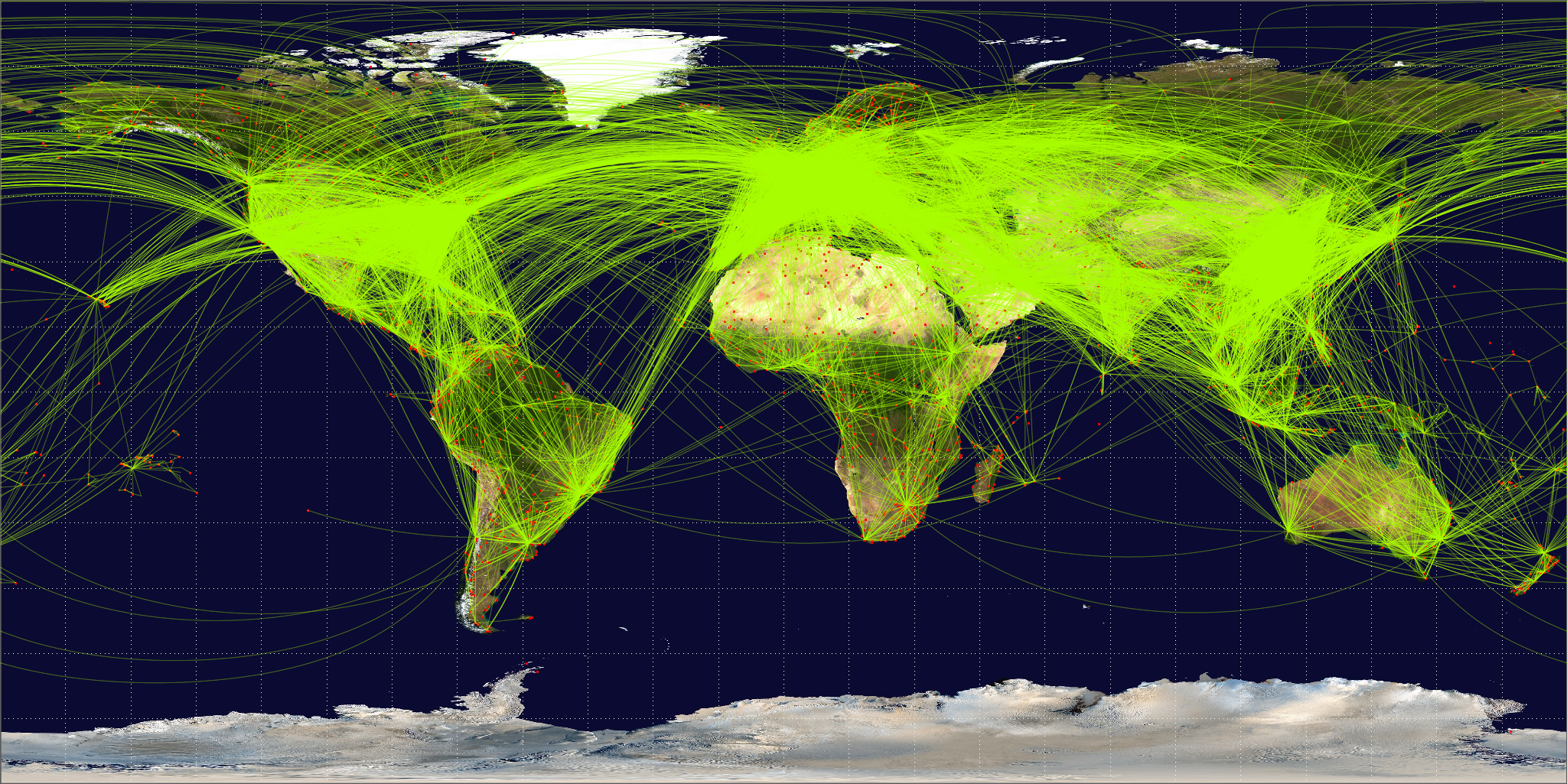
Mapa del tráfico aéreo regular en todo el mundo, junio de 2024.

El transporte aéreo es el servicio de trasladar de un lugar a otro, pasajeros o cargamento, mediante la utilización de aeronaves. Este modo de transporte, en principio, se pensó y desarrolló únicamente para pasajeros; sin embargo, gracias al uso de contenedores aéreos y al diseño de nuevos aviones destinados a carga.El volumen de mercancías transportado por este medio se incrementa año tras año. Los adelantos de la navegación aérea, de las telecomunicaciones y de las facilidades electrónicas han permitido que la aviación haya progresado de forma asombrosa.
El transporte aéreo es la modalidad de transporte más regulada en el globo terrestre. A raíz de la II Guerra Mundial, la mayoría de los países del mundo suscribieron el Convenio de Chicago en 1944 donde se sentaron las bases de las regulaciones del transporte aéreo. Al desarrollarse en el medio aéreo, goza de la ventaja de la continuidad de este, que se extiende sobre tierra y mar. Sin embargo, está limitado por la necesidad de costosas infraestructuras y un mayor costo económico que el resto de los medios de transporte.
La mayor característica de este medio es la baja cantidad de barreras físicas y su velocidad y rapidez. Adicionalmente, la tecnología aeronáutica avanza sin parar hasta tal punto que hoy en día se están utilizando motores cada vez más eficientes en lo que se refiere al consumo de combustible lo que está impactando de manera positiva al medio ambiente después de haberle hecho tanto daño. Se han creado nuevos métodos de en su proceso de construcción y ensamble tratando de minimizar el impacto ambiental y los costos se han reducido, pero todavía toca reducir mucho más el impacto generado por la aviación sobre el ecosistema a nivel mundial. 
La aviación a nivel mundial genera aproximadamente el 2 % de emisiones de gases de efecto invernadero y según estudios tiene una proyección del 5 % para el 2050. 
Por esta razón, distintas organizaciones y gobiernos a nivel mundial han implementado nuevas medidas para la disminución del impacto ambiental a causa de este medio de transporte. Para esto es necesario realizar un diagnóstico de la situación a través de unos indicadores y modelos adecuados que midan el impacto ambiental del transporte aéreo de forma que se pueda intervenir, actuar con precisión e innovación. Sin dejar de escatimar en gastos necesarios ya que en el sistema aéreo cada detalle cuenta ya que en cada avión hay muchas vidas que cuidar

## Características del transporte aéreo
- Carga limitada: debido a la capacidad de carga por peso o por volumen del avión y las medidas de las puertas y accesos.

## Tipos de aviones
En la clasificación de las aeronaves según su diseño aparecen:
- Los aerodinos: aeronaves más pesadas que el aire y, por lo tanto, las únicas capaces de generar sustentación; como el avión y el helicóptero, entre otros vehículos
- Los aerostatos: aeronaves más livianas que el aire, por lo que no generan sustentación; como el globo aerostático y el dirigible.

También se puede clasificar las aeronaves según el tipo de carga que transportan:
- Avión comercial: destinado básicamente al transporte de pasajeros, que suele llevar algo de mercancía en la bodega.
- Avión de carga: destinado al transporte de mercancía en su totalidad.

| Tamaño del avión                         | Porcentaje |
| Avión pequeño (hasta 30 t de carga)      | 46 %       |
| Avión mediano (entre 30 y 50 t de carga) | 36 %       |
| Avión grande (más de 50 t de carga)      | 18 %       |

## Servicios aéreos o aviación civil
Aviación comercial
El primer vuelo autopropulsado de un aeroplano tuvo lugar en 1903 y fue protagonizado por los hermanos Orville y Wilbur Wright, considerados padres de la aviación moderna.
Dentro del ámbito civil, el servicio de transporte aéreo incluye dos grandes categorías:
- Aviación comercial, que puede ser regular (líneas aéreas) y no regular (vuelo chárter). Las líneas aéreas se caracterizan por estar sujetas a itinerarios, horarios y frecuencias, independientemente de la demanda que posean. Los servicios no regulares son también conocidos como «a demanda». El sector que presta servicios de transporte de pasajeros o carga es conocido en su conjunto como industria aerocomercial.
- Aviación general, que comprende el resto de vuelos tanto comerciales como privados (escuelas de pilotos, fotografía aérea, ambulancia aérea, tratamientos agrícolas, extinción de incendios...)

## Infraestructuras del transporte aéreo
Los aeródromos son una parte necesaria para el transporte aéreo. Un aeródromo permite el despegue y aterrizaje de las aeronaves.
Los aeropuertos se dividen en dos partes: El lado de aire (del inglés air-side), que incluye la pista (para despegue y aterrizaje), las pistas de carretero, los hangares y las zonas de aparcamiento de los aviones (zonas Apron). El lado de tierra del aeródromo (del inglés land-side) está dedicado al pasajero, e incluye la terminal de pasajeros, las zonas de comercio, aduanas, servicios, estacionamientos y demás.

## Elementos de carga
El desarrollo del transporte multimodal ha obligado al transporte aéreo a disponer de equipos que reduzcan los tiempos de carga y descarga para reducir el coste. La IATA ha realizado un esfuerzo de normalización de los elementos de carga y en 1969 publicó su programa de «unitización» o agrupación de las mercancías en unidades superiores de carga, como el contenedor en el transporte marítimo.
Los elementos de carga son dispositivos que se utilizan para contener o sujetar la carga dentro del avión. Existen dos tipos de elementos de carga:
1. Elementos de sujeción o tie down equipment
2. Elementos unitarios de carga o unit load devices, ULD.

Por otra parte la unidad de medida utilizada en el transporte de mercancía por avión es el «FTK» (por las iniciales en inglés de Freight tonne-kilometre) que representa las toneladas de carga transportada por kilómetro.

## Historia
El transporte aéreo es la forma de transporte moderno que más rápidamente se desarrolló. Aunque los pioneros de la aviación en Estados Unidos, Orville y Wilbur Wright, hicieron el primer vuelo en el aparato más pesado que el aire en Kitty Hawk, Carolina del Norte, en 1903, no fue hasta después de la Primera Guerra Mundial cuando el transporte aéreo alcanzó un lugar destacado en todos los países.
Tras la Segunda Guerra Mundial los transportistas aéreos comerciales recibieron un mayor impulso cuando los propulsores de los aviones se hicieron más grandes y eficientes. Un avance importante tuvo lugar en 1958 con la inauguración, por parte de las líneas aéreas británicas y estadounidenses, del avión a reacción para el transporte comercial. Aparte de los aviones supersónicos, un gran avance en los viajes aéreos fue la introducción, en 1970, del Boeing 747, el llamado reactor Jumbo, que puede trasladar desde 360 hasta más de 500 pasajeros en vuelos regulares.
En España también tiene gran importancia el de transporte aéreo, tanto para vuelos nacionales como para los internacionales. El primero es básico para las relaciones entre los territorios insulares de Baleares y Canarias con la Península; además, las distancias existentes en la Península entre la capital y las ciudades costeras han hecho rentables los desplazamientos por avión. Los conexiones internacionales se han incrementado debido a la situación estratégica de la Península en el mundo, sobre todo en las relaciones entre Latinoamérica y los países europeos y al hecho de que sea un gran destino turístico mundial.
También el transporte aéreo ha tenido un gran crecimiento en los últimos 40 años en Latinoamérica. Argentina, Brasil, Colombia, México y Venezuela son los países con mayor número de kilómetros volados en líneas aéreas regulares. Las grandes ciudades latinoamericanas (Ciudad de México, Buenos Aires, São Paulo y Río de Janeiro) son el principal punto de origen y destino de la región, aunque regularmente sus líneas aéreas realizan vuelos hacia Extremo Oriente, Próximo Oriente, Europa, Estados Unidos y Canadá. Colombia, en 1919, fue el primer país que tuvo líneas aéreas comerciales.

### Primeros aviones
Uno de los sueños más viejos del hombre ha sido el de volar y es así como inicia una búsqueda constante para inventar aparatos que le permitan surcar los aires. Lilienthal, inspirándose en los pájaros, creó un planeador con línea aerodinámica. También se considera a Leonardo da Vinci precursor de la creación de aeronaves. Traian Vuia fue un inventor rumano que diseñó, construyó y logró hacer volar el primer avión autopropulsado más pesado que el aire. Los hermanos Wright habían conseguido realizar su primer vuelo el 17 de diciembre de 1903, tres años antes que Vuia pero emplearon una catapulta para lograr el despegue.

### Globos aerostáticos
En 1700 se empezó a experimentar utilizando globos más ligeros que el aire y así se inventó el globo aerostático. Fue tanto el auge de los globos elevados por hidrógeno que se creó un globo de pasajeros, pero este medio de transporte en la actualidad se utiliza como medio de diversión y el turismo. Fue creado por los hermanos Joseph y Jacques Montgolfier.

### Avión de hélice y helicóptero
Surgen en la Primera Guerra Mundial, pero en la Segunda Guerra Mundial se alcanza el mayor desarrollo de los aviones propulsados por hélice. Hoy en día ha sido sustituido por el avión propulsado con motor de propulsión a chorro.
El helicóptero alcanza su perfeccionamiento en la Segunda Guerra Mundial, ahora sirve como eficaz medio de transporte y servicio en las grandes ciudades debido a que la mayoría de edificios y hoteles cuentan con ellos.

### Aeronaves modernas
La Industria Aeronáutica, ha logrado alcanzar una relevancia importante debido a que se fabrican aviones tan rápidos como la velocidad del sonido, naves exploradoras del espacio, grandes naves para pasajeros que dan vuelta al mundo. Entre los aviones de pasajeros más importantes están:
- Douglas DC-3
- Boeing 747 (Jumbo Jet)
- Concorde
- Tupolev Tu-144
- Airbus A380

El 4 de octubre de 1957, Rusia mando el primer satélite artificial de la Tierra y desde entonces el hombre ha buscado la manera de viajar al espacio. El 12 de abril de 1961, se elevó desde la plataforma de lanzamiento el Vostok 1 y tras una hora con 48 minutos regresó después de dar la vuelta al mundo con un pasajero, Yuri Gagarin.
Así en la actualidad el hombre busca inventar naves que lo transporten más allá de nuestro planeta.

## Impacto en el medio ambiente
En 2018, los aviones dejaron en el cielo 918 millones de toneladas de CO2. Los vuelos con origen en Estados Unidos fueron responsables de una cuarta parte de estas emisiones, y los vuelos de corta distancia de un tercio.